# Pchin-jin
Pchin-jin, též pinyin (čínsky 拼音, v samotném pchin-jinu pīnyīn, doslova „hláskování“; celým názvem schéma čínské hláskové abecedy, čínsky 汉语拼音方案, hànyǔ pīnyīn fāng'àn, chan-jü pchin-jin fang-an) je oficiální systém romanizace standardní čínštiny v kontinentální Číně a do určité míry na Tchaj-wanu. Užívá se při výuce čínštiny a také pro zápis čínských znaků skrze počítačové vstupní systémy, jako jsou klávesnice. Slouží k zachycení výslovnosti čínských znaků včetně čtyř tónů, k čemuž používá čtyři diakritická znaménka a plní funkci transkripce čínských znaků do latinky (přijat jako mezinárodní standard ISO 7098). Proto je důležitý zejména pro jednotný přepis čínských zeměpisných názvů a osobních jmen osob čínské národnosti.
Prvotním významem čínského slova pchin-jin je „hláskování“, takže tímto pojmem v čínštině může být označena jakákoliv hlásková abeceda (srovnej např. 捷克拼音, jiékè pīnyīn, ťie-kche pchin-jin = „česká abeceda“). Bez bližšího určení tento výraz nicméně označuje převážně chan-jü pchin-jin pro mandarínskou čínštinu.

## Historie
Tvůrcem pchin-jinu je ekonom a lingvista Čou Jou-kuang (周有光, pchin-jinem Zhōu Yǒuguāng, 1906–2017), který byl čínským vedením pověřen řízením asi dvacetičlenného týmu, který se tím zabýval po 3 roky. Ten také pro tento účel prosadil použití latinky oproti předchozímu systému bopomofo. První verze pochází z roku 1956, jako oficiální způsob fonetického zápisu čínštiny byl v Čínské lidové republice přijat v roce 1958. Začal se používat převážně ve výuce, aby usnadnil žákům pochopení výslovnosti standardní čínštiny a jejich zápisu čínskými znaky. Pchin-jin vychází ze starších transkripčních systémů z první poloviny 20. století, převážně z Latinxua Sin Wenz a Gwoyeu Romatzyh, způsob označování tónů diakritickými znaménky je převzat z bopomofo. Pchin-jin je oficiálně používán i v Singapuru, USA a dalších zemích, oficiálně je od roku 2009 zaveden i na Tchaj-wanu, i když zde v praxi stále přežívají jiné systémy, například Tongyong pinyin.
Přestože je jí zdánlivě blízký, pchin-jin není založen na anglické výslovnosti a výslovnost řady písmen se od angličtiny liší.
Většinou se pchin-jinem zachycuje standardní výslovnost čínských znaků ve standardní čínštině, založené na pekingském nářečí. Pro ostatní čínské dialekty či jazyky (např. kantonštinu, tchajwanštinu), které používají tytéž znaky, ale vyslovují je jinak, existují podobné systémy, založené na stejném principu, které jsou v čínštině rovněž nazvané „hláskování“ čili abeceda, tj. pchin-jin.

### Používání pchin-jinu v Čínské republice (na Tchaj-wanu)
Čínská republika, která v současnosti fakticky kontroluje prakticky pouze území ostrova Tchaj-wan, používání pchin-jinu dlouho odmítala, protože tento systém vznikl z iniciativy komunistické pevninské Číny. Užívání pchin-jinu bylo dlouho vnímáno jako výraz uznání komunistické vlády, a naopak preferování Wade-Gilesovy transkripce bylo v mezinárodním kontextu chápáno jako symbolický projev sympatií ke Kuomintangu a Čínské republice.
Po experimentech s jinými systémy transkripce (viz tongyong pinyin) a mnoha sporech, v nichž převládala spíše politická a symbolická než praktická stránka věci, byl pchin-jin tchajwanskou vládou formálně přijat teprve v roce 2009. Toto přijetí však znamená pouze to, že pchin-jin má být nadále používán v dokumentech vydaných státními institucemi, pro jednotlivce, firmy a nevládní organizace není nijak zavazující. Zejména pokud jde o přepis osobních jmen občanů v oficiálních dokumentech, tchajwanská vláda sice doporučuje používat pchin-jin, ale respektuje v tomto ohledu svobodnou volbu jednotlivců. V praxi mnoho obyvatel Tchaj-wanu přepisuje své jméno jiným systémem přepisu (především Wade-Gilesovou transkripcí), nebo i vlastním nesystematickým způsobem. Například politička Cchaj Jing-wen (znaky 蔡英文, pchin-jinem Cài Yīngwén) pro přepis vlastního jména do latinky užívá jinak značně neobvyklou transkripci Gwoyeu Romatzyh, tedy Tsai Ing-wen.
Averze vůči pchin-jinu však na Tchaj-wanu přetrvala i po jeho oficiálním přijetí: sinolog John F. Copper v roce 2015 poznamenává, že „některá města, společnosti a organizace, zejména na jihu Tchaj-wanu, to nepřijala, protože to budilo dojem užšího svazku mezi Tchaj-wanem a ČLR“. Pchin-jin se v současnosti na Tchaj-wanu nadále nepoužívá ani ve školní výuce, jak je běžné v pevninské Číně; namísto toho se k výuce výslovnosti znaků používá zvláštní fonetické písmo bopomofo. Na rozdíl od pevninské Číny tedy pchin-jin není na Tchaj-wanu oficiálně vyučován na školách. Bopomofo se na Tchaj-wanu stále široce používá také pro zadávání textu do počítačů a mobilních telefonů, zatímco v pevninské Číně je preferován systém zadávání textu založený na pchin-jinu.

## Hlásky
- Souhlásky: (v závorce odpovídající počeštěný přepis, který zhruba vystihuje jak hláska zní českému posluchači. V žádném případě však nelze brát přepis jako návod k výslovnosti – více než polovina hlásek se v češtině vůbec nevyskytuje):
B (p), C (cch), CH (čch), D (t), F (f), G (k), H (ch), J (ť), K (kch), L (l), M (m), N (n), P (pch), Q (ťch), R (ž/r/ř), S (s), SH (š), T (tch), W (w), X (s/ś), Y (j), Z (c), ZH (č).
- Samohlásky:
A, E (e, '), I (i, '), O, U, Ü (po J, Q, X, Y se místo Ü píše U, ale vždy se tam vyslovuje Ü).
- Skupiny samohlásek např.:
AI (aj), AO, EI (ej), IA, IAO, IE, IU (iou), OU, UE (üe), UI (uej), UO.
- S koncovým N např.:
AN, EN, IAN (ien), IN, UAN, UN.
- S koncovým NG např.:
ANG, ENG, IANG, ING, ONG (ung), UANG.

## Tón
Volitelně lze v pchin-jinu označit jeden ze čtyř tónů, kterými může být slabika vyslovena:
- vysoký rovný, např. Ā,
- stoupavý, např. Á,
- klesavě-stoupavý, např. Ǎ,
- klesavý, např. À.

Kvůli technickým omezením se někdy tóny značí číslicí za slabikou. I v pchin-jinu s tóny zůstanou některé slabiky bez označení tónu, protože jsou tónově neutrální. Ani pchin-jin s tóny nedokáže vystihnout rozdíl mezi všemi znaky. Čínština je velmi homonymní jazyk, tj. existuje mnoho výrazů, které se stejně vyslovují, ale jejich význam se liší. V čínském písmu lze významy odlišit, ale v pchin-jinu, jenž je založen na výslovnosti, ne.

## Hranice slov
Slabiky jednoho slova se obvykle píší dohromady, např. Beijing (na rozdíl od tzv. českého přepisu, kde se slabiky jednoho slova oddělují spojovníkem, např. Pej-ťing). Tam, kde by spojování slabik mohlo působit problémy s interpretací, se slabiky oddělují apostrofem (např. Xi'an oproti Xian).
Zajistit jednotnost při stanovování hranic slov není jednoduché, protože v čínském písmu se hranice slov nijak nevyznačují a samotný pojem slova lze v čínštině považovat za importovaný. Přesto v řadě případů panuje shoda[kým?], co je a co není jedno slovo.
Např. drtivá většina čínských osobních jmen se skládá ze tří znaků (slabik), z nichž první, rodové jméno, je ekvivalent našeho příjmení a považuje se za jedno slovo, druhá a třetí slabika se pak spojuje do druhého slova, které odpovídá našemu křestnímu jménu (např. Mao Zedong = Mao Ce-tung, kde Mao je rodové jméno, příjmení a Ce-tung je vlastní jméno osoby, jakoby „křestní“). Nejvíce „slov“ v moderní čínštině je dvojslabičných.

## Abecední řazení
Pchin-jin se běžně používá při řazení slov v překladových slovnících z čínštiny do jiného jazyka (na začátku takového slovníku je tabulka znaků s odkazy na jim odpovídající výslovnosti v pchin-jinu). Při abecedním řazení slov podle pchin-jinu se v zásadě využívá pořadí písmen v latince (tedy A-B-C-CH-D-E-F-G-H-I-J-K-L-M-N-NG-O-P-Q-R-S-SH-T-U-Ü-W-X-Y-Z-ZH), ale je potřeba mít na paměti, že spřežky (CH, SH apod.) se řadí samostatně a řazení podle slabik má přednost před pořadím písmen (např. xiafeng by bylo mezi xi'an a xian). Slabiky lišící se tónem se řadí podle pořadí tónů (A-Ā-Á-Ǎ-À, např. xiáshān by bylo před xiàfēng).

## Cizí jazyky
Teprve po zavedení pinyinu se postupně řešil problém, jak do tohoto systému latinky začleňovat slova z cizích jazyků (zejména geografická jména, u osobních jmen je situace poněkud odlišná), resp. uznaných minoritních jazyků, tedy dalších čínských jazyků zapisovaných oficiálně čínským písmem (hakka, kantonština, teochew ad.) a nečínských jazyků (mongolština, tibetština, ujgurština). U čínských „dialektů“ byla až v 70. letech přijata zásada, že se oficiálně přepisují ze znaků podle výslovnosti standardní čínštiny (takže z dřívějšího města Amoy se stal Xiamen ap.). U druhé skupiny jazyků byla přijata zcela odlišná zásada, tedy že se mají slova nečínského původu přepisovat do pinyinu podle výslovnosti příslušných jazyků. Za tímto účelem byly přijaty zvláštní transkripční systémy, které byly jako oficiální součást pinyinu vyhlášené roku 1976 (tedy např. čínsko-mongolské jméno 内蒙古 se přepíše do pinyinu Nei Mongol a ne Nei Menggu, jak by odpovídalo standardní výslovnosti znaků – další příklady s vysvětlením uvedeny níže). Podobné zásady se užívá i u jmen mimo Čínu při tvorbě kartografických děl, např. Indický oceán se uvádí jako Indian Yang (místo Yindu Yang, což odpovídá znakům 印度洋), nebo Malajsie jako Malaysia (místo Malaixiya 马来西亚).
Příklady:
| Původní znění     | Oficiální pchin-jin | Přepis čínskými znaky | Výslovnost čínských znaků pchin-jinem | Český název                          | Poznámka                                                                                      |
| ཇོ་མོ་གླང་མ          | Qomolangma Feng     | 珠穆朗瑪峰            | Zhūmùlǎngmǎ Fēng                      | Mount Everest / Ču-mu-lang-ma (feng) | Slovo Qomolangma je tibetské, slovo Fēng je čínské.                                           |
| جۇڭغار ئويمانلىقى | Junggar Pendi       | 准噶尔盆地            | Zhǔn'gá'ěr Péndì                      | Džungarská pánev                     | Slovo Junggar je ujgurské, i když ho ujgurština přejala z mongolštiny, slovo Péndì je čínské. |
|                   | Nei Mongol          | 内蒙古                | Nèi Měnggǔ                            | Vnitřní Mongolsko                    | Slovo Nèi je čínské, slovo Mongol mongolské.                                                  |